# Criação campestre
A criação campestre (em inglês: hacking) é um método de criação de animais para sua introdução na natureza que consiste em colocar crias imaturas em ninhos em semiliberdade onde se lhes proporciona comida sem que vejam seres humanos. Uma vez que abandonam o ninho, reconhecem essa zona como seu próprio habitat no qual se estabelecem. É um método especialmente utilizado para aves, ainda que também para alguns mamíferos.
Para começar o processo de criação campestre, as crias devem ter atingido uma idade suficiente para manter por si mesmas a temperatura corporal, mas ainda não sejam capazes de voar.
Ademais, devem evitar-se animais cunhados com seres humanos, tendo que estar cunhados com sua própria espécie. Para isso, devem-se retirar crias dos seus pais biológicos numa idade adequada. No caso de que provenham de ovos incubados artificialmente, deverão ser alimentados com marionetas que simulem adultos de sua espécie.
É uma técnica muito utilizada para aves de rapina em projectos de reintrodução. No entanto, nem todas as espécies são adequadas para a criação campestre, unicamente aquelas cujas crias são capazes de se alimentar sem necessidade de adultos.